# Der blaue Nachtfalter
Der blaue Nachtfalter ist ein deutsches Filmdrama von 1959 unter der Regie von Wolfgang Schleif. Zarah Leander spielt eine zu Unrecht verurteilte Mörderin, die nach ihrer Strafverbüßung als Chansonsängerin im „Blauen Nachtfalter“ auftritt. Ihr inzwischen erwachsener Sohn (Christian Wolff), dem man erzählt hat, dass seine Mutter tot sei, ahnt nicht, wer Julia Martens in Wirklichkeit ist. Als er unter Mordverdacht gerät, greift Julia ein. Weitere tragende Rollen sind mit Paul Hartmann, Werner Hinz, Marina Petrowa und Loni Heuser besetzt.
Das Drehbuch basiert auf dem in der Zeitschrift Quick abgedruckten gleichnamigen Kolportageroman von Karl von Barany und Siegfried Gauercke. Von Barany assistierte außerdem Schleif als Regie-Assistent.

## Handlung
Julia Martens wird nach 13 ½ Jahren wegen guter Führung vorzeitig aus dem Zuchthaus entlassen. 15 Jahre ist es nun her, dass sie des Mordes an Stefan Owenski schuldig gesprochen und verurteilt worden war. Die schwere Zeit hat ihre Spuren bei Julia hinterlassen. Nicht nur, dass ihr Mann, Konsul Martens, sich nicht damit abfinden konnte, was geschehen war und ein Jahr nach Julias Verurteilung starb, war sie auch nicht mehr in der Lage, ihm die Umstände ihrer Tat doch noch erklären zu können. Konsul Martens arbeitete während der Nazi-Herrschaft im Widerstand und verhalf Verfolgten zur Flucht. Owenski, der davon wusste, wollte Julia mit diesem Wissen erpressen und drohte damit, ihren Mann bei den Machthabern zu verraten. Bei einem Treffen beider kam es zu einem Gerangel und in der Folge zu einem Schuss, bei dem Owenski ins Wasser fiel und nicht wieder zum Vorschein kam.
Julia ist nur ihr inzwischen erwachsener Sohn Thomas geblieben. Bei einem Besuch bei ihrer Schwiegermutter, die Thomas aufgezogen hat, erfährt Julia, dass man ihm erzählt habe, dass seine Mutter schon lange gestorben sei. Die alte Frau Martens macht Julia klar, dass es so für Thomas, der einmal die väterliche Fabrik übernehmen werde, besser sei. Mit einer ehemaligen Zuchthäuslerin als Mutter sei sein Weg ungleich schwerer. Als man ihr durch Dr. Frahm, den Familienanwalt, zumindest finanzielle Hilfe anbietet, lässt Julias Stolz es nicht zu, das anzunehmen. Verbittert verlässt sie das Haus, in dem sie einst so glücklich war, für immer.
Die folgende Zeit wird nicht leicht, denn Julia, einst eine gefeierte Opernsängerin, muss Geld für ihren Unterhalt verdienen. Als sie verschiedene Künstleragenturen abklappert, macht sie die Erfahrung, wie schnell die Menschen vergessen. Niemand erinnert sich mehr an den einst gefeierten Star. Schließlich findet sie ein Engagement im „Blauen Nachtfalter“, wo sie als Chansonette auftreten kann. Der Zufall will es, dass Julias Sohn Thomas bei einer Autopanne die attraktive junge Tänzerin Irina kennenlernt, die ausgerechnet im „Blauen Nachtfalter“ auftritt und somit eine Kollegin Julias ist. Der junge Mann verliebt sich in Irina und besucht die junge Frau öfter in ihrer Garderobe an ihrem Arbeitsplatz. Julia bedeuten diese kurzen Momente, in denen sie ihren Sohn sehen kann, sehr viel. In Gesprächen zwischen beiden lernt auch Thomas die eindrucksvolle Frau schätzen. Dass es sich bei Julia, die den Künstlernamen Moralto trägt, um seine Mutter handelt, weiß er natürlich nicht.
Irina hat einen Manager namens Steve Owens, der sie in rücksichtsloser Weise schikaniert. Immer wieder verlangt er Geld von der jungen Frau und schreckt auch nicht davor zurück, seine Forderungen mit körperlicher Gewalt durchzusetzen. Eines Tages spielt ihm der Zufall Thomas’ Aktenmappe, die er während eines Besuches bei Irina in deren Garderobe hat liegen lassen, in die Hände. Die Tasche enthält brisante Geschäftsunterlagen, die Thomas am nächsten Tag nach Zürich bringen wollte. Owens, stets auf der Suche nach Geld, erkennt den Wert der Unterlagen, die er an die Konkurrenz der Martens-Werke verkaufen will. Wegen der nicht mehr vorhandenen Tasche kommt es zwischen dem jungen Paar zu einem Streitgespräch, das Julia aus ihrer benachbarten Garderobe mit anhört. Schlagartig wird ihr klar, wer dieser Steve Owens ist – Stefan Owenski – der Mann, den sie erschossen haben soll, lebt also.
Thomas ist inzwischen zu Owens gefahren und fordert ihn auf, ihm die entwendeten Papiere zurückzugeben. Ein heftiger Streit der beiden Männer endet damit, dass Thomas von Owens niedergeschlagen wird und das Bewusstsein verliert. Owens will auf den hilflos am Boden Liegenden gerade mit einem Bronzeleuchter einschlagen, als Julia in der Terrassentür auftaucht. Sie hat von Irina erfahren, wohin Thomas wollte und Angst um ihren Sohn, da sie am besten weiß, wie skrupellos dieser Mann ist. Als sie vor ihren Füßen einen Revolver liegen sieht, reagiert sie ohne weiter nachzudenken; sie hebt die Waffe auf und schießt auf den Mann, der im Begriff ist, ihren Sohn zu töten. Da Thomas bewusstlos ist und Julia nicht weiß, wie es um ihn steht, taumelt sie hinaus, um einen Krankenwagen zu organisieren, ist jedoch von der Situation so überfordert, dass ihr die Sinne schwinden. Als sie im Krankenhaus wieder zu sich kommt, ist schon eine geraume Zeit verstrichen. Sie war mit dem Auto in einen Kanal gefahren.
So weiß Julia nicht, dass ihr Sohn inzwischen verhaftet und des Mordes an Owens angeklagt worden ist. Mehr durch einen Zufall, eine Zeitung, die ihr in die Hände fällt, erfährt sie davon. Sie weiß sofort, was sie zu tun hat. Sie muss vor Gericht aussagen und ihren Sohn davor bewahren, ein ähnliches Schicksal wie sie zu erleiden. Ihre Aussage beeindruckt nicht nur den Richter, sondern öffnet auch Thomas, der erst jetzt erfährt, dass Julia seine Mutter ist, die Augen. Er ist tief berührt von dieser außergewöhnlichen Frau und glücklich, doch noch eine Mutter zu haben. Natürlich lässt man die Anklage gegen ihn fallen und Mutter und Sohn verlassen als freie Menschen den Gerichtssaal.

## Produktion und Filmstart
Der Film wurde von der Berolina-Film GmbH Kurt Schulz (Berlin) produziert. Für die Filmbauten zeichneten Mathias Matthies und Ellen Schmidt verantwortlich. Gedreht wurde in den Atelierbetrieben Bendestorf. Nachdem der Film am 28. Juli 1959 (Nr. 20197) in einer FSK-Prüfung ab 12 Jahren mit dem Zusatz „nicht feiertagsfrei“ freigegeben worden war, wurde er am 27. August 1959 im Theater am Aegi in Hannover uraufgeführt. Das Plakat zum Film warb seinerzeit mit den Worten: „Unvergeßliche Melodien und eine unvergleichliche Stimme: Zarah Leander“ oder auch: „Vom Leben geschlagen, doch unbesiegt: Die Geschichte einer wunderbaren Frau.“ Bei der Uraufführung in Hannover gab es über 50 Vorhänge für die Hauptdarsteller, „die sich über den Erfolg der Premiere außerordentlich freuten“.

## Weitere Veröffentlichungen
- 31. Dezember 1959 in Frankreich unter dem Titel Le phalène bleu
- 22. September 1960 in Mexiko unter dem Titel No condenes a tu madre
- 26. September 1960 in Schweden unter dem Titel I brottets skugga
- 11. August 1961 in Finnland unter dem Titel Kahdesti murhattu
- 5. März 1989 Premiere im westdeutschen Fernsehen

Der Film lief außerdem
- in den USA unter den Titeln The Blue Nightreveler sowie The Blue Moth
- in Belgien unter dem flämischen Titel De blauwe nachtvlinder
- in Brasilien unter dem Titel Meu Filho é Inocente
- in Spanien unter dem kastilischen Titel La falena azul
- in Griechenland unter dem Titel Mazurka
- in Italien unter dem Titel L’uomo ucciso due volte

## Lieder im Film
Musik: Lotar Olias, Texte: Kurt Schwabach, Max Colpet
- Cha-Cha-Americano
- Pardon, meine Damen, pardon, meine Herrn
- Ein Leben ohne Liebe
- Seit ich Dich sah

## DVD
Der Film wurde am 6. September 2013 von Pidax film media Ltd. (Alive AG) innerhalb der Reihe „Filmklassiker“ auf DVD herausgegeben.

## Kritik
Der Spiegel ließ seinerzeit an dem Film kein gutes Wort und schrieb: „Aus einem Drehbuch, dessen dreist gestümperte Groschenheft-Welt bei totaler geistiger Armut doch mit handelsüblichen Gefühlssurrogaten wohlversehen ist, hat Regisseur Wolfgang Schleif (‘Made in Germany’) einen notdürftigen Film gebosselt, der es der Ufa – Alt – Tragödin Zarah Leander erlaubt, aufs neue die tränenunterlaufene Stimme zu heben. Neben Christian Wolff haben sich auch so nennenswerte Schauspieler wie Werner Hinz verleiten lassen, an dieser Spekulation mit Mutterleid und Sohnesfreud teilzunehmen.“
In der Frankfurter Allgemeinen vom 24. September 1959 war die Resonanz auf den Film ebenfalls nicht sehr freundlich und endete mit den Worten: „Ein ‚Come back‘ ohne Sieg ist eine Niederlage. Notieren wir doch die ‚Schuldigen‘: am Film Der blaue Nachtfalter: Wolfgang Schleif ist der Regisseur, Erich Ebermayer der Drehbuchautor und Lothar Olias der Musikverfertiger. Einer ist nicht schuldig: Christian Wolff mit seiner netten, unbeholfenen Frische und talentierten Jungenhaftigkeit.“ Zu Zarah Leander schrieb wa, niemand könne das „Dunkelprächtige“ mehr, als Zarah Leander. „Drehbuch, Regie, Ausstattung – alles [sei] blanker Kioskroman, gängig und dumm.“
Kritiker anderer Zeitungen sahen das jedoch anders und urteilten ganz überwiegend positiv. So konnte man beispielsweise lesen: „Das Publikum war von Zarah, dem Film und den Liedern begeistert“ oder „Die Vorführungen in den Kinos waren über Monate bis auf den letzten Platz ausverkauft.“
In der Hannoverschen Allgemeinen vom 28. August 1959 schrieb Wolfgang Tschechne unter dem Titel „Zarah Leander ist wieder da“: „Aber wenn sie singt! Wenn ihre dunkelblaue Stimme zu hören ist, wenn sie über ihr Lebennn ohne Liebe tränenlos weint – wenn sie singt, dann schluchzt das Parkett mit. Ja: Zarah Leander ist wieder da. Die große Schwedin feiert in Hannover ihr Comeback.“ Es sei ein „ehrliches Comeback“, schrieb der Kritiker und weiter: „Zarah Leander darf allen Schmerz und alles Glück einer Mutter in ihr klares Gesicht legen, sie darf sich Gesten voller Pathos leisten, über die das Publikum bei jeder anderen Schauspielerin nur lächeln würde, sie darf die Großaufnahme genießen wie keine zweite Dame des Films … […] Zarah Leander ist die große Ausnahme des Films von heute. Sie hat etwas von der Zeitlosigkeit eines Denkmals an sich, ohne dabei zu einem Denkmal ihrer selbst zu werden.“ Sie sei immer noch „unverwechselbar und unwandelbar“, meint Tschechne, und schließt mit den Worten, dass Zarah Leander spiele und singe wie nur eine: wie Zarah Leander. „Und das [sei] schließlich bei einem Zarah-Leander-Film die Hauptsache.“
F. P. schrieb zur Aufführung in der Lichtburg, dass ihr neuester Film ganz auf Zarah Leander „zugeschnitten“ sei und ihr „eine dankbare Rolle, nicht als gefeierte Schönheit, sondern als eine aufopfernde Mutter“ gebe. Sie spiele diese Partie „mit der ihr eigenen Verhaltenheit, dräng[e] mehr die anderen Darsteller in den Vordergrund – und bleib[e] in diesem Film doch der Mittelpunkt“. Weiter hieß es: „Der Film ist ein wenig mehr als nur Unterhaltung.“
Auch Hanns Meseke konnte dem Film nur Positives abgewinnen und sprach von einem glänzenden Comeback, lobte das „elegant und publikumswirksam“ geschriebene Drehbuch von Erich Ebermayer, das eine „rührende menschliche Story mit spannungsreichen, kriminellen Effekten abspul[e] und an dramatischer Zuspitzung wie an eingeblendeten musikantischen Einlagen nichts zu wünschen übrig la[sse]“. Zu Zarah Leander hieß es, natürlich sei sie „gereifter“ geworden, aber ihr Spiel sei „souverän“. Eine „magische Ausstrahlungskraft“ gehe von ihr aus. […] Aber „am meisten faszinier[e] sie natürlich mit ihrer dunkeltonigen Stimme, mit der typischen Eigenart ihrer konsonantenbetonten Effekte des Singens“. Christian Wolff absolviere den Part ihres Filmsohnes „mit Bravour“, wobei er „neue Nuancen seines schauspielerischen Könnens offenbar[e]“. Kurzum, sei dies „ein unterhaltsamer, fesselnder Film, den man mit einem ehrlichen Kompliment für Zarah Leander“ verlasse.